# Salvador Díaz Iraola
Salvador Díaz Iraola (San Sebastián, 23 novembre 1889 – ...) è stato un allenatore di calcio spagnolo.

## Carriera
Díaz Iraola fu commissario tecnico della Spagna per una sola partita nel 1922. Egli era il fratello maggiore di Benito Díaz Iraola, bandiera della Real Sociedad.